# Military pace
Military pace gehört zu den alten amerikanischen Längenmaße. Es entspricht der Schrittlänge beim Marsch militärischer Einheiten.
- 1 Military pace = 30 inches = 2,5 feet = 0,762 Meter